# Столбовой (приток Крутенькой)
Столбово́й — ручей на полуострове Камчатка в России. Протекает по территории Усть-Камчатского района Камчатского края. Левый приток реки Крутенькой. Длина водотока — 32 км.
Берёт начало между горами Караульная и Туило на склоне Ключевской Сопки. Течёт в северо-восточном направлении, в среднем течении — через берёзовый лес. Впадает в Крутенькую юго-восточнее посёлка Ключи на высоте 27,7 метров над уровнем моря.
В среднем течении на левом берегу реки расположена туристическая база.
По данным государственного водного реестра России относится к Анадыро-Колымскому бассейновому округу. Код водного объекта — 19070000112220000017098.
Притоки:
- правые: Сухая